# Präsens
Das Präsens (lateinisch tempus praesens ‚gegenwärtige Zeitform‘) ist die auf Deutsch Gegenwart genannte grammatikalische Zeitform (Tempus) eines Verbs. Es handelt sich dabei um eine Zeitform, mit der ein verbales Geschehen oder Sein aus der Sicht des Sprechers als gegenwärtig oder als zeitlos gültig charakterisiert wird.

## Das Präsens im Deutschen

### Verwendungen des Präsens
Im Deutschen hat das Präsens vielfache Aufgaben, bis hin zu einer zeitlosen (atemporalen) Bedeutung. Es wird daher mitunter empfohlen, den aus der lateinischen Grammatik übernommenen Ausdruck nur als bloßen Namen aufzufassen:
| Bezeichnung(en)                  | Funktion, Gegenstand                                                                       | Beispiel(e)                                                                                  |
| -------------------------------- | ------------------------------------------------------------------------------------------ | -------------------------------------------------------------------------------------------- |
| aktuelles Präsens                | einmalige oder wiederkehrende Ereignisse der Gegenwart                                     | Ich gehe gerade in die Stadt.; Ich gehe jeden Montag in die Stadt.                           |
| generisches / generelles Präsens | generelle zeitlose Sachverhalte, z. B. Sprichwörter                                        | Die Erde kreist um die Sonne.; Der Klügere gibt nach.                                        |
| resultatives Präsens             | in die Gegenwart und Zukunft hineinreichende Ereignisse und Zustände aus der Vergangenheit | Der Abgeordnete stellt den Antrag, dass …                                                    |
| historisches Präsens             | Ereignisse der Vergangenheit                                                               | Als im Jahre 1989 die Mauer fällt, verhalten sich England und Frankreich zunächst abwartend. |
| futurisches Präsens              | zukünftige Ereignisse                                                                      | Ich gehe übermorgen in die Stadt.                                                            |
| episches Präsens                 | Präsens für die Erzählhandlung                                                             | Er steht auf. Es ist acht Uhr. …                                                             |
| szenisches Präsens               | Präsens an bestimmten Stellen zur Steigerung der Spannung                                  | Die Sonne schien. Plötzlich donnert es. … Er schaut sich um …                                |

Die Präsensform wird im Deutschen sehr häufig für Zukünftiges benutzt, besonders dann, wenn Zeitangaben den gemeinten Zeitpunkt in der Zukunft verdeutlichen:
- Nächsten Dienstag fahre ich in die Stadt. „Ich gehe heute Abend Skat spielen.“

Die Benutzung des Futur impliziert neben den temporalen auch modale und/oder intentionale Komponenten (Nächsten Dienstag werde ich in die Stadt fahren.).

## Daspresentim Englischen
Im Englischen gibt es für das Präsens zwei Zeitformen: das simple present und das present progressive.

### Die Bildung dessimple present
Das englische Präsens, das simple present, benötigt keine besonderen Bildungsregeln. 
Bsp.: eat (= essen) 

I eat 

you eat 

he/she/it eats 

we eat 

you eat 

they eat
Das einzige Verb, das seine Formen ändert, ist das Verb be (= sein). 
I am 

you are 

he/she/it is 

we are 

you are 

they are

### Die Verwendung dessimple present

#### Dassimple presentfür gegenwärtige Handlungen
Das simple present wird für Handlungen, die mit einer bestimmten Häufigkeit oder nie stattfinden, genutzt. Dazu sollte man folgende Regel beachten: "He, she, it - das s muss mit!". Das heißt, dass in der 3. Person Singular ein -s oder ein -es (nach Zischlauten) an die finite Verbform hinzugefügt wird.
He drives to Munich every weekend. (Er fährt jedes Wochenende nach München.) 
 Do you like the film? (Magst du den Film?) 
He never watches television. (Er sieht nie Fernsehen) 

#### Dassimple presentals Imperativ
Das simple present wird auch zum Ausdruck von Befehlen genutzt.
Clean up your room! (Räume dein Zimmer auf!) 

Let us go! (Lasst uns gehen!)

#### Dassimple presentfür zukünftige Handlungen
Ebenso wie im Deutschen kann das simple present in Verbindung mit Signalwörtern der Zukunft (tomorrow, soon, later …) für zukünftige Handlungen genutzt werden.
Tomorrow, we go to the cinema. (Morgen gehen wir ins Kino.) 
 Next year, the Olympic Games take place in Tokio. (Nächstes Jahr finden die Olympischen Spiele in Tokio statt.)

### Die Bildung despresent progressive
Es wird mit einer konjugieren Form von to be und dem Verb mit der Endung -ing gebildet. 
Beispiel: I am eating (Ich esse gerade)

### Die Verwendung despresent progressive
Das present progressive wird für Handlungen benutzt, die gerade im Moment des Sprechens stattfinden. Signalwörter sind now, at the moment. Es kann auch für zukünftige Handlungen genutzt werden, wenn der Satz eine entsprechende Zeitangabe enthält.

## Dasprésentim Französischen

### Die Bildung desprésent
Im französischen Präsens, présent, können unterschiedliche Personalendungen je nach Verb auftreten.
|                     | travaill-er (arbeiten) | atten-dre (erwarten) | fin-ir (beenden)    | connaî-tre (kennen/kennenlernen) |
| ------------------- | ---------------------- | -------------------- | ------------------- | -------------------------------- |
| 1. Pers. Sg.        | je travaille           | j’attends            | je finis            | je connais                       |
| 2. Pers. Sg.        | tu travailles          | tu attends           | tu finis            | tu connais                       |
| 3. Pers. Sg.        | il/elle travaille      | il/elle attend       | il/elle finit       | il/elle connaît                  |
| 1. Pers. Pl.        | nous travaillons       | nous attendons       | nous finissons      | nous connaissons                 |
| 2. Pers. Pl.        | vous travaillez        | vous attendez        | vous finissez       | vous connaissez                  |
| 3. Pers. Pl.        | ils/elles travaillent  | ils/elles attendent  | ils/elles finissent | ils/elles connaissent            |
| Imp. Sg.            | travaille              | attends              | finis               | connais                          |
| Imp. Pl. (1. Pers.) | travaillons            | attendons            | finissons           | connaissons                      |
| Imp. Pl. (2. Pers.) | travaillez             | attendez             | finissez            | connaissez                       |

Verben, die anders als die obigen konjugiert werden, sind bspw. être (sein) und avoir (haben).
| être        | être           | avoir     | avoir         |
| ----------- | -------------- | --------- | ------------- |
| je suis     | nous sommes    | j'ai      | nous avons    |
| tu es       | vous êtes      | tu as     | vous avez     |
| il/elle est | ils/elles sont | il/elle a | ils/elles ont |

### Die Verwendung desprésent
Das présent wird für Handlungen, die im Moment stattfinden, genutzt, aber auch für Aussagen, die keine zeitgebundene Gültigkeit besitzen.

## Dastempus praesensim Lateinischen

### Die Bildung destempus praesens
|              | a-Konjugation      | e-Konjugation          | i-Konjugation      | konsonantische Konjugation | konsonantische Konjugation          | Deponentien/Passiv                 |
| Bsp.         | vocāre (rufen)     | habēre (haben, halten) | venīre (kommen)    | sūmere (nehmen)            | facere (machen, tun; i-Erweiterung) | opinārī (glauben, meinen; a-Konj.) |
| ------------ | ------------------ | ---------------------- | ------------------ | -------------------------- | ----------------------------------- | ---------------------------------- |
| 1. Pers. Sg. | (ego) voco         | (ego) habeo            | (ego) venio        | (ego) sumo                 | (ego) facio                         | (ego) opinor                       |
| 2. Pers. Sg. | (tu) vocas         | (tu) habes             | (tu) venis         | (tu) sumis                 | (tu) facis                          | (tu) opinris                       |
| 3. Pers. Sg. | (is/ea/id) vocat   | (is/ea/id) habet       | (is/ea/id) venit   | (is/ea/id) sumit           | (is/ea/id) facit                    | (is/ea/id) opintur                 |
| 1. Pers. Pl. | (nobis) vocamus    | (nobis) habemus        | (nobis) venimus    | (nobis) sumimus            | (nobis) facimus                     | (nobis) opinmur                    |
| 2. Pers. Pl. | (vobis) vocatis    | (vobis) habetis        | (vobis) venitis    | (vobis) sumitis            | (vobis) facitis                     | (vobis) opinmini                   |
| 3. Pers. Pl. | (ii/eae/ea) vocant | (ii/eae/ea) habent     | (ii/eae/ea) venint | (ii/eae/ea) sumunt         | (ii/eae/ea) faciunt                 | (ii/eae/ea) opinntur               |
| Imp. Sg.     | voca               | habe                   | veni               | sume                       | fac/face                            | opinare                            |
| Imp. Pl.     | vacate             | habete                 | venite             | sum-i-te                   | faci-te                             | opinamini                          |

Das einzige Verb mit unterschiedlichen Formen im tempus praesens ist esse (sein):
- (ego) sum
- (tu) es
- (is/ea/id) est
- (nobis) sumus
- (vobis) estis
- (ii/eae/ea) sunt

### Die Verwendung destempus praesens
Das tempus praesens wird für Handlungen, die im Moment stattfinden, genutzt, aber auch für zeitlich nicht gebundene.

## Daspresenteim Spanischen

### Die Bildung despresente
|              | habl-ar (sprechen)         | com-er (essen)            | insist-ir (beharren)         |
| ------------ | -------------------------- | ------------------------- | ---------------------------- |
| 1. Pers. Sg. | yo hablo                   | yo como                   | yo insisto                   |
| 2. Pers. Sg. | tú hablas                  | tú comes                  | tú insistes                  |
| 2. Pers. Sg. | vos hablás                 | vos comés                 | vos insistís                 |
| 3. Pers. Sg. | él/ella/usted habla        | él/ella/usted come        | él/ella/usted insiste        |
| 1. Pers. Pl. | nosotros/nosotras hablamos | nosotros/nosotras comemos | nosotros/nosotras insistimos |
| 2. Pers. Pl. | vosotros/vosotras habláis  | vosotros/vosotras coméis  | vosotros/vosotras insistís   |
| 3. Pers. Pl. | ellos/ellas/ustedes hablan | ellos/ellas/ustedes comen | ellos/ellas/ustedes insisten |

### Die Verwendung despresente
Das presente hat wie das Präsens im Deutschen mehrere Funktionen:
| Name                      | Name                | Funktion                                             | Beispiel                           | Beispiel                             |
| deutscher                 | spanischer          | Funktion                                             | spanisch                           | Übersetzung                          |
| ------------------------- | ------------------- | ---------------------------------------------------- | ---------------------------------- | ------------------------------------ |
| Dauerhafte Gegenwart      | Presente durativo   | ein Zustand, der über die Zeit aufrechterhalten wird | El museo exhibe las obras de Miró. | Das Museum zeigt die Werke von Miró. |
| Historische Gegenwart     | Presente histórico  | Ereignisse der Vergangenheit                         | El hombre llega a la luna en 1969. | Der Mensch erreicht 1969 den Mond.   |
| Gegenwart für die Zukunft | Presente por futuro | Ereignisse der Zukunft                               | Mañana es el cumpleaños de Pepe.   | Morgen ist Pepes Geburtstag.         |

## Dastegenwoordige tijdim Niederländischen

### Die Bildung destegenwoordige tijd
| Verb         | Personal- pronomen | delen (teilen)            | eten (essen)              | vertellen (erzählen)      | sterven (sterben)     | verhuizen (umziehen)  | antwoorden (antworten) |
| Besonderheit | Personal- pronomen | Verdopplung eines Vokales | Verdopplung eines Vokales | Wegfall eines Konsonanten | v-f- bzw. z-s-Wechsel | v-f- bzw. z-s-Wechsel | ohne Besonderheit      |
| ------------ | ------------------ | ------------------------- | ------------------------- | ------------------------- | --------------------- | --------------------- | ---------------------- |
| 1. Pers. Sg. | ik                 | deel                      | eet                       | vertel                    | sterf                 | verhuis               | antwoord               |
| 2. Pers. Sg. | jij                | deelt                     | eet                       | vertelt                   | sterft                | verhuist              | antwoordt              |
| 2. Pers. Sg. | u1                 | deelt                     | eet                       | vertelt                   | sterft                | verhuist              | antwoordt              |
| 3. Pers. Sg. | hij/zij/het        | deelt                     | eet                       | vertelt                   | sterft                | verhuist              | antwoordt              |
| 1. Pers. Pl. | wij                | deelen                    | eten                      | vertellen                 | sterven               | verhuizen             | antwoorden             |
| 2. Pers. Pl. | jullie             | deelen                    | eten                      | vertellen                 | sterven               | verhuizen             | antwoorden             |
| 3. Pers. Pl. | zij                | deelen                    | eten                      | vertellen                 | sterven               | verhuizen             | antwoorden             |

1 Bei u handelt es sich sowohl um die höfliche Form der 2. Person im Singular als auch im Plural.
Quelle
Ausnahmen sind die Modalverben kunnen, mogen, willen und zullen, sowie hebben und zijn.